# Mike Williams (giocatore di football americano 1984)
Michael Troy Williams (Tampa, 4 gennaio 1984) è un ex giocatore di football americano statunitense che ha militato nel ruolo di wide receiver nella National Football League (NFL). Fu scelto dai Detroit Lions come decimo assoluto del Draft NFL 2005. Al college ha giocato a football a Southern California.

## Carriera professionistica

### Detroit Lions
Nella sua stagione da rookie nel 2005, Williams giocò 14 partite di cui 14 da titolare. Williams segnò il suo primo TD su ricezione nel giorno del suo debutto nella NFL su un passaggio da 3 yard del quarterback Joey Harrington, contro i Green Bay Packers. Williams giocò la prima gara da titolare contro i Ravens dove ebbe solo una 1 ricezione da 7 yard. Williams ricevette il suo passaggio più, 49 yard, in trasferta contro i Cleveland Browns. Egli terminò quella gara con 95 yard su 5 ricezioni. Williams poi partì ancora titolare contro i Minnesota Vikings totalizzando 4 ricezioni per 43 yard. Tre delle quattro ricezioni avvennero su primi down. Williams in seguito fu inattivo nella gara in trasferta contro i Dallas Cowboys a causa di un infortunio alla caviglia. Williams ebbe un massimo di 6 ricezioni per 84 yard contro gli Atlanta Falcons e ed una ricezione da 21 yard al primo down nel drive di apertura contro i New Orleans Saints. La stagione di debutto terminò con 29 ricezioni per 350 yard e 1 touchdown.
Nel 2006, Williams fu nella lista dei giocatori inattivi dei Lions per le prime due gare. Egli giocò solo otto gare in quella stagione, totalizzando otto ricezioni per 99 yard ed um touchdown. Durante la sconfitta della settimana 15 contro Green Bay, Williams guidò i Lions in yard ricevuto dopo aver preso 3 passaggi per 42 yard. Williams ricevette altri due passaggi nella sconfitta della settimana successiva a Chicago ma ne fece cadere anche diversi altri, non riuscendo a segnare il potenziale touchdown della vittoria da Jon Kitna mentre il tempo scadeva. Durante la settimana 17 a Dallas, Williams ricevette due passaggi per 28 yard, compreso un touchdown da 21 yard nel quarto periodo.

### Oakland Raiders
Williams fu scambiato insieme a Josh McCown con gli Oakland Raiders durante il primo giorno del Draft NFL 2007 in cambio di una scelta del quarto giro che i Lions usarono per scegliere A.J. Davis. A Oakland, Williams si riunì col suo ex allenatore dei wide receiver al college, Lane Kiffin.
Il 28 ottobre 2007, in una gara in trasferta contro i Tennessee Titans, il quarterback Daunte Culpepper lanciò un passaggio a Williams che, se preso, avrebbe dato ai Raiders il primo down portandoli nella red zone. Invece, Williams fece cadere la palla e i Raiders persero il possesso e la partita contro i Titans. L'errore di Williams si rivelò essere la sua ultima giocata con gli Oakland Raiders, i quali lo svincolarono due giorni dopo.

### Tennessee Titans
Williams firmò coi Tennessee Titans il 22 ottobre 2007, riunendosi col suo ex running back al college LenDale White ed il suo ex coordinatore difensivo ad USC, Norm Chow. Chris Mortensen di ESPN riportò che Williams pesava 123 kg all'epoca della firma, un peso insolitamente alto per un wide receiver, dove la maggior parte dei giocatori pesano meno di 104 kg. Nella sua prima gara con la squadra fu inattivo. Fu visto in azione nelle successive due gare ma senza ricezioni. Williams perse 13 kg nella off-season tramite la boxe, giocando a basket e praticando pilates. Egli tornò alle attività della squadra nel maggio 2008 pesando 109 kg. Il 31 luglio, i Titans svincolarono Williams.

### Seattle Seahawks
Dopo aver trascorso due anni lontano dal football, Williams firmò coi Seattle Seahawks il 15 aprile 2010, riunendosi col suo ex capo-allenatore a USC Pete Carroll. Dopo che Seahawks svincolarono T.J. Houshmandzadeh, Williams divenne titolare e durante il suo debutto a Seattle, Williams fece registrare 4 ricezioni per 64 yard. Nella settimana 6, Mike stabilì i primati in carriera con 10 prese per 123 yard nella vittoria 23-20 su Chicago. Egli replicò questa prestazione quattro settimane dopo contro gli Arizona Cardinals, ricevendo 11 passaggi per 145 yard. Lunedì 3 gennaio, i Seahawks rifirmarono Williams con un'estensione contrattuale di tre anni.
Nella stagione 2011, Williams giocò 12 partite, 10 delle quali da titolare, ma i suoi numeri calarono notevolmente rispetto alla stagione precedente. Egli ricevette in totale 18 passaggi per 236 yard ed un solo touchdown.
Il 14 luglio 2012, Williams fu svincolato dai Seahawks, facendo risparmiare alla franchigia 3 milioni di dollari nel salary cap.

### Toronto Argonauts
Il 24 maggio 2013, il ventinovenne Williams firmò un contratto coi Toronto Argonauts della Canadian Football League. Una settimana dopo fu svincolato.

## Statistiche
Stagione regolare
|        | Statistiche su ricezione |    |     |       |      |    |     |
| Anno   | Squadra                  | P  | Ric | Yard  | Y/R  | TD | Max |
| 2005   | Detroit Lions            | 14 | 29  | 350   | 12,1 | 1  | 49  |
| 2006   | Detroit Lions            | 8  | 8   | 99    | 12,3 | 1  | 21  |
| 2007   | Oakland Raiders          | 6  | 7   | 90    | 12,9 | 0  | 24  |
| 2007   | Tennessee Titans         | 2  | 0   | 0     | 0,0  | 0  | 0   |
| 2010   | Seattle Seahawks         | 14 | 65  | 751   | 11,6 | 2  | 68  |
| 2011   | Seattle Seahawks         | 12 | 18  | 236   | 13,1 | 1  | 55  |
| Totale |                          | 56 | 127 | 1.526 | 12,0 | 5  | 68  |

| Partite totali             | 56    |
| Partite totali da titolare | 30    |
| Yard su ricezione          | 1.526 |
| Touchdown su ricezione     | 5     |